# Manuel Lapuente
Manuel Lapuente Díaz (Puebla de Zaragoza, 15 de mayo de 1944) es un exfutbolista y director técnico mexicano.

## Jugador
Su debut profesional fue con la playera del Monterrey en 1964, posteriormente se trasladó a la Ciudad de México, para fichar con el Necaxa en 1966.
En 1970, se incorporó al Puebla de su ciudad natal, ahí fue donde tuvo sus mejores actuaciones como futbolista profesional. Posteriormente en 1974 se viste como rojinegro del Atlas, club donde culmina su carrera como futbolista profesional.

### Selección nacional
Fue seleccionado nacional y participó en 13 partidos para la Selección de fútbol de México, formó parte del equipo que ganó la medalla de oro en los Juegos Panamericanos de 1967 celebrados en Winnipeg, Canadá.

#### Participaciones en Juegos Panamericanos
| Copa                         | Sede     | Resultado      |
| ---------------------------- | -------- | -------------- |
| Juegos Panamericanos de 1967 | Winnipeg | Medalla de oro |

## Entrenador
A nivel de clubes ha dirigido a distintos equipos: Puebla, Ángeles de Puebla, Atlante, Cruz Azul, Necaxa, América y los Tigres de la UANL.
Es uno de los entrenadores con más títulos en el fútbol mexicano, solo por detrás de Ignacio Trelles, Víctor Manuel Vucetich, Ricardo Ferretti, Raúl Cárdenas y Javier de la Torre, ha sido campeón de Liga con los equipos Puebla (temporadas 1982-83 y 1989-90), Necaxa (temporadas 1994-95 y 1995-96) y América (verano 2002).

### Selección nacional
A finales de 1997 fue nombrado director técnico de la Selección Nacional de México, su primer torneo oficial fue la Copa FIFA Confederaciones 1997 en Arabia Saudita donde la selección quedó fuera en la fase de grupos tras perder contra Australia, ganar contra Arabia Saudita y perder nuevamente contra el seleccionado de Brasil, posteriormente en enero de 1998 consiguió su primer título como entrenador al ganar la Copa de Oro de la Concacaf 1998, ese mismo año participó en el mundial de Francia 1998, donde la selección mexicana venció a Corea del Sur en su duelo de apertura e igualó ante Bélgica y Holanda durante la primera fase y finalmente caer en Octavos de final 2-1 ante Alemania, considerada una las mejores participaciones de México en la Copa del Mundo. Al año siguiente dirigió a la selección en la Copa América 1999 celebrada en Paraguay donde el equipo terminó como tercer lugar del torneo posteriormente comandó al equipo en la Copa FIFA Confederaciones 1999 celebrada en territorio mexicano, competición que culminó con el título para el Tri al vencer por 4-3 a Brasil en el Estadio Azteca con gran noche de Cuauhtémoc Blanco y del entonces joven Miguel Ángel Zepeda, considerado el máximo triunfo que ha obtenido el futbol mexicano en competiciones de FIFA a nivel internacional. En enero de 2000 participó con la selección en la Copa de Oro de la Concacaf 2000 donde el equipo fue eliminado en octavos de final ante el representativo de Canadá, en abril de ese mismo año dirigió a la Selección Mexicana sub-23 en el Preolímpico de Concacaf de 2000 clasificatorio para el fútbol de los Juegos Olímpicos de Sídney 2000 donde la selección nacional quedó eliminada en semifinales tras perder en penales 5-4 ante la selección sub-23 de Honduras que junto con Estados Unidos clasificaron en representación de la Concacaf al torneo olímpico. Finalmente a mediados de 2000, renunció a su puesto como director técnico de la Selección Nacional por conflictos y desacuerdos con la Federación Mexicana de Fútbol siendo reemplazado por Enrique Meza.

#### Participaciones en Copas del Mundo
| Copa                           | Sede    | Resultado        |
| ------------------------------ | ------- | ---------------- |
| Copa Mundial de Fútbol de 1998 | Francia | Octavos de final |

#### Participaciones en Copa Confederaciones
| Copa                           | Sede           | Resultado      |
| ------------------------------ | -------------- | -------------- |
| Copa FIFA Confederaciones 1997 | Arabia Saudita | Fase de grupos |
| Copa FIFA Confederaciones 1999 | México         | Campeón        |

#### Participaciones en Copa América
| Copa              | Sede     | Resultado    |
| ----------------- | -------- | ------------ |
| Copa América 1999 | Paraguay | Tercer lugar |

#### Participaciones en Copa Oro de la CONCACAF
| Copa                            | Sede           | Resultado        |
| ------------------------------- | -------------- | ---------------- |
| Copa de Oro de la Concacaf 1991 | Estados Unidos | Tercer lugar     |
| Copa de Oro de la Concacaf 1998 | Estados Unidos | Campeón          |
| Copa de Oro de la Concacaf 2000 | Estados Unidos | Cuartos de final |

## Trayectoria como jugador

### Clubes
| Club      | País   | Año       |
| --------- | ------ | --------- |
| Monterrey | México | 1964-1965 |
| Necaxa    | México | 1966-1970 |
| Puebla    | México | 1970-1974 |
| Atlas     | México | 1974-1976 |

## Trayectoria como entrenador

### Clubes
| Club        | País   | Año              | Juegos | Ganados | Empates | Perdidos |
| ----------- | ------ | ---------------- | ------ | ------- | ------- | -------- |
| Puebla FC   | México | 1978-1984        | 120    | 42      | 36      | 42       |
| Tigres UANL | México | 1984-1985        | 43     | 13      | 12      | 18       |
| Ángeles     | México | 1986-1987        | 25     | 9       | 7       | 9        |
| Atlante     | México | 1987-1988        | 36     | 15      | 10      | 11       |
| Cruz Azul   | México | 1988-1989        | 9      | 2       | 2       | 5        |
| Puebla      | México | 1989-1993        | 135    | 55      | 43      | 37       |
| Necaxa      | México | 1994-1997        | 143    | 62      | 46      | 35       |
| Atlante     | México | 2001             | 19     | 7       | 6       | 6        |
| América     | México | 2001-2003 y 2006 | 75     | 33      | 18      | 24       |
| Tigres UANL | México | 2008-2009        | 38     | 12      | 13      | 13       |
| América     | México | 2010-2011        | 25     | 8       | 9       | 7        |
| Puebla      | México | 2013             | 22     | 5       | 8       | 9        |

### Selección nacional
| Club                          | País   | Año       | Juegos | Ganados | Empates | Perdidos |
| ----------------------------- | ------ | --------- | ------ | ------- | ------- | -------- |
| Selección de fútbol de México | México | 1990-1991 | 11     | 4       | 5       | 2        |
| Selección de fútbol de México | México | 1997-2000 | 56     | 29      | 13      | 14       |

## Palmarés

### Como jugador

#### Campeonatos internacionales
| Título               | Club               | Sede     | Año  |
| -------------------- | ------------------ | -------- | ---- |
| Juegos Panamericanos | Selección Mexicana | Winnipeg | 1967 |

### Como entrenador

#### Campeonatos nacionales
| Título               | Club    | Sede   | Edición   |
| -------------------- | ------- | ------ | --------- |
| Primera División     | Puebla  | México | 1982-1983 |
| Primera División     | Puebla  | México | 1989-1990 |
| Copa México          | Puebla  | México | 1989-1990 |
| Campeón de Campeones | Puebla  | México | 1989-1990 |
| Copa México          | Necaxa  | México | 1994-1995 |
| Primera División     | Necaxa  | México | 1994-1995 |
| Campeón de Campeones | Necaxa  | México | 1994-1995 |
| Primera División     | Necaxa  | México | 1995-1996 |
| Primera División     | América | México | 2002      |

#### Campeonatos internacionales
| Título                     | Club    | Sede   | Año  |
| -------------------------- | ------- | ------ | ---- |
| Concacaf Liga de Campeones | Puebla  | México | 1991 |
| Recopa de la Concacaf      | Necaxa  | México | 1994 |
| Concacaf Liga de Campeones | América | México | 2006 |

#### Campeonatos selecciones
| Título                     | Equipo             | Sede           | Año  |
| -------------------------- | ------------------ | -------------- | ---- |
| Copa de Oro de la Concacaf | Selección Mexicana | Estados Unidos | 1998 |
| Copa FIFA Confederaciones  | Selección Mexicana | México         | 1999 |